# Thermoniphas distincta
Thermoniphas distincta е вид пеперуда от семейство Синевки (Lycaenidae). Видът не е застрашен от изчезване.

## Разпространение
Разпространен е в Бурунди, Демократична република Конго, Замбия, Руанда, Танзания и Уганда.